# アーティチョーク油
アーティチョーク油(Artichoke oil)は、カルドンの種子から抽出される油脂である。組成はサフラワー油やひまわり油に似ている。アーティチョーク油の脂肪酸組成は、以下の通りである。
| 脂肪酸       | 割合(%) |
| ------------ | ------- |
| リノール酸   | 60%     |
| オレイン酸   | 25%     |
| パルミチン酸 | 12%     |
| ステアリン酸 | 3%      |

近年、アーティチョーク油はバイオディーゼルの原料として注目を集めている。